# Die teuflische Maske
Die teuflische Maske (Originaltitel: The Mask, auch Eyes of Hell) ist ein kanadischer Low-Budget-Horrorfilm in 3D des Regisseurs Julian Roffman aus dem Jahr 1961. Der Film war der erste kanadische Film, der von einer so genannten „Major Company“ in den USA veröffentlicht wurde (Warner Bros.), und er war der einzige 3D-Film, der aus Kanada stammte. Der Kinostart in Deutschland war am 29. Juni 1962.

## Handlung
Der junge Geschichtsprofessor Michael Radin kommt in den Besitz einer alten Ritualmaske eines mysteriösen Aztekenstammes. Immer, wenn er diese Maske aufsetzt, überkommen ihn verstörende Visionen, die von Mal zu Mal grausamer und gewalttätiger werden. Nachdem er von den Visionen beeinflusst ein junges Mädchen ermordet hat, vertraut er sich dem Psychologen Dr. Allen Barnes an, der ihm jedoch nicht helfen kann. Frustriert verpackt Radin die Maske in ein Paket, sendet sie an Barnes und begeht danach Selbstmord.
Barnes will herausfinden, was es mit der Maske auf sich hat, setzt sie ebenfalls auf und erlebt ebenfalls schreckliche Visionen, die auch ihn langsam um den Verstand bringen. Er wendet sich an seinen alten Universitätsprofessor Dr. Quincey, der mit ihm die Maske in einem wissenschaftlichen Experiment untersuchen soll. Das Experiment läuft aus dem Ruder, und Barnes flieht aus dem Haus des Professors.

## Hintergrund

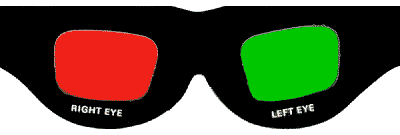
Rot/grüne 3D-Brille

Bekannt ist der Film Die teuflische Maske hauptsächlich wegen seiner surreal erscheinenden 3D-Sequenzen, die während des Films allerdings nur dreimal während weniger Minuten auftauchen. Der Rest des Films ist „normal“ ohne 3D-Brille zu sehen. Jedes Mal, wenn Barnes die Maske aufsetzt, ertönt eine tiefe Stimme von der Leinwand, die auffordert: „Setzen-Sie-die-Maske-auf!“, was für den Zuschauer bedeutete, nun seine am Eingang erhaltene rot/grüne 3D-Brille ebenfalls aufzusetzen, die bei der Uraufführung ebenfalls wie die Maske im Film gestaltet war (in deutschen Kinos kamen nur konventionelle rot/grün-Brillen zum Einsatz). Die 3D-Sequenzen waren mit früher elektronischer Musik unterlegt, die als Electro Magic Sound im Verleihmaterial beworben wurde.
Die Spezialeffekte stammen von James B. Gordon, der auch für höher budgetierte Filme arbeitete, wie einem der ersten Cinemascope-Filme Das Gewand (The Robe, 1953), Die Reise zum Mittelpunkt der Erde (Journey to the Center of the Earth, 1959) oder Versunkene Welt (The Lost World, 1960).

## Kritik
Das Lexikon des internationalen Films schrieb, der Film sei ein „zweitklassiges Grusel-Abenteuer“.

## Medien
Der Film wurde in den Vereinigten Staaten auf VHS-Video und Laserdisc herausgegeben. Bei Ausstrahlungen auf US-amerikanischen Kabelfernsehsendern wurde die 3D-Qualität der anaglyphen rot/grün-Sequenzen gelobt.